# Португалія на літніх Олімпійських іграх 1968
Португалія брала участь у Літніх Олімпійських іграх 1968 року у Мехіко (Мексика) удванадцяте за свою історію, але не завоювала жодної медалі.